# Nicola Contestabili
Nicola ou Niccolò Contestabili, né en 1759 et mort en 1824, est un peintre italien, représentant principalement l'histoire et les paysages dans un style néoclassique. 

## Biographie
Son père Antonio Contestabili est un peintre paysagiste et de quadratura. Né à Pontremoli, Nicola s'installe à Florence en 1778 pour étudier avec Francesco Zuccarelli. Nicola peint également  le rideau d'avant-scène (sipario (it))  pour le théâtre Persio Flacco de Volterra. Il revient vivre à Pontremoli de 1786 à 1802, date de son retour à Florence. À Pontremoli, il peint des scènes de Niobe et Aurora pour la Casa Gramoli. Il peint également à la Casa Martelli. Il est aussi peintre de paysages. Il meurt à Florence.